# Campionati del mondo di ciclismo su strada 2013 - Cronometro maschile Under-23
La cronometro maschile Under-23 dei Campionati del mondo di ciclismo su strada 2013 fu corsa il 23 settembre 2013 in Italia, tra Pistoia e Firenze, su un percorso totale di 42,79 km. L'australiano Damien Howson vinse la gara con il tempo di 49'49"97 alla media di 51,52 km/h.

## Classifica (Top 10)
| Pos. | Corridore           | Squadra     | Tempo     |
| ---- | ------------------- | ----------- | --------- |
| 1    | Damien Howson       | Australia   | 49'49"97  |
| 2    | Yoann Paillot       | Francia     | a 57"11   |
| 3    | Lasse Norman Hansen | Danimarca   | a 1'10"13 |
| 4    | Campbell Flakemore  | Australia   | a 1'22"30 |
| 5    | Lawson Craddock     | Stati Uniti | a 1'41"38 |
| 6    | Stefan Küng         | Svizzera    | a 1'46"75 |
| 7    | Ryan Mullen         | Irlanda     | a 1'47"09 |
| 8    | Victor Campenaerts  | Belgio      | a 1'47"71 |
| 9    | Daniil Fominych     | Kazakistan  | a 2'05"73 |
| 10   | Eduardo Sepúlveda   | Argentina   | a 2'10"55 |